# Șintereag
Șintereag (en hongrois : Somkerék) est une commune du județ de Bistrița-Năsăud en Transylvanie (Roumanie).